# Supernova 2025
La decima edizione di Supernova si è svolta dal 1º all'8 febbraio 2025 presso gli studi televisivi di LTV a Riga e ha selezionato il rappresentante della Lettonia all'Eurovision Song Contest 2025 a Basilea, in Svizzera.
Le vincitrici sono state le Tautumeitas con Bur man laimi.

## Organizzazione
Il 16 luglio 2024 l'emittente pubblica Latvijas Televīzija (LTV) ha confermato la partecipazione della Lettonia all'Eurovision Song Contest 2025. Circa una settimana dopo, il 24 luglio, è stata annunciata l'organizzazione della 10ª edizione di Supernova per selezionare il rappresentante nazionale.
A partire dal successivo 20 agosto è stata data la possibilità agli artisti interessati di inviare i propri inediti fino al 21 novembre, a patto che fossero cittadini lettoni e che le canzoni fossero composte per almeno il 50% da autori lettoni. Oltre a ciò, tra il 26 e il 29 agosto, compositori e parolieri nazionali ed internazionali sono stati invitati a prendere parte ad un laboratorio musicale a Riga, in modo tale da scrivere i brani che avrebbero preso parte alla manifestazione.
L'evento si è tenuto in due serate: la semifinale del 1º febbraio che ha visto esibirsi tutti e 20 i partecipanti, dei quali i primi 10 hanno avuto accesso alla finale dell'8 febbraio. Il voto combinato di giuria e televoto ha determinato i risultati di entrambe le serate.

## Partecipanti
L'emittente LTV, con l'ausilio di una giuria tecnica internazionale composta sia da rappresentanti dell'industria musicale e della televisione, ha selezionato i 20 partecipanti fra le 96 proposte ricevute. I partecipanti sono stati annunciati il 20 novembre 2024, insieme a brevi estratti delle loro canzoni. Tutti i brani sono stati resi disponibili integralmente a partire dal 4 dicembre.
Tra i concorrenti di questa edizione figurano Justs ed i Citi Zēni, che hanno precedentemente rappresentato il paese rispettivamente all'Eurovision Song Contest 2016 e 2022.
Il 28 gennaio 2025 Grēta ha annunciato il ritiro dalla competizione per motivi di salute.
| Artista              | Titolo                 | Lingua           | Compositori |
| -------------------- | ---------------------- | ---------------- | --- |
| Adelina              | Electric Love          | Inglese          | Adelina Jurevica, Nicolas Jirahos |
| Bel Tempo & Legzdina | The Water              | Inglese          | Andis Ansons, Elīza Legzdiņa, Jūlijs Melngailis                                                                                      |
| Chris Noah           | Romance Isn't Dead     | Inglese          | Kristoffer Harris, Krists Indrišonoks                                                                                                |
| Citi Zēni            | Ramtai                 | Lettone          | Dagnis Roziņš, Emmy Kristine Guttulsrud Kristiansen, Jānis Pētersons, Mikus Frišfelds, Oscar Immanuel Mathisen, Toms Jēkabs Kagainis |
| Emilija              | Heartbeat              | Inglese          | Emilija Bērziņa, Kaiya Campbell, Niels Sakko                                                                                         |
| Grēta                | Monster                | Inglese          | Emma Gale, Grēta Grantiņa, Jēkabs Ludvigs Kalmanis, Kristaps Ērglis, Simon Davis                                                     |
| Julianna             | Something in the Water | Inglese          | Julianna Tīruma |
| Justs                | Fit Right              | Inglese          | Aluel Ayok-Loewenberg, Justs Sirmais, Oskars Uhans, Rūdolfs Budze                                                                    |
| Katrīna Gupalo       | Scarlett Challenger    | Inglese          | Edgars Vilcāns, Katrīna Gupalo |
| KoBra                | Zelts                  | Lettone          | Katrīna Kovaļuka, Krišjānis Brasliņš                                                                                                 |
| Luka                 | Stronger               | Inglese          | Elizabete Lukaševiča, Kaspars Ansons, Philippus Jacob Kumerling                                                                      |
| Markus Riva          | Bigger than This       | Inglese          | Markus Riva, Roman Nepomiashchyi |
| Marta                | Lovable                | Inglese          | Jānis Jačmenkins, Joel Werner, Marta Grigale, Michaela Stridbeck, Reinis Straume                                                     |
| Palú                 | Delusional             | Inglese          | Jorens Daugulis, Olga Palušin, Roberts Memmēns                                                                                       |
| Rūta Dūduma          | Chemical               | Inglese          | Jēkabs Ludvigs Kalmanis, Rūta Dūduma-Ķirse, Tilde Wall                                                                               |
| Sinerģija            | Bound by the Light     | Inglese, lettone | Madara Fogelmane |
| Tautumeitas          | Bur man laimi          | Lettone          | Asnate Rancāne, Aurēlija Rancāne, Elvis Lintiņš, Gabriēla Zvaigznīte, Laura Līcīte                                                   |
| Tepat                | Sadzejot               | Lettone          | Andris Žabris, Eduards Bariss, Enriko Luiss Korvisons-Rohass, Krišjānis Laizāns, Matīss Barons, Madara Dzene                         |
| The Ludvig           | Līgo                   | Inglese, lettone | Ārijs Šķepasts, Jānis Ķirsis, Jēkabs Kalmanis                                                                                        |
| Toms Kalderauskis    | Domāju, tu nāc         | Lettone          | Kate Elpo, Toms Kalderauskis |

## Semifinale
La semifinale si è svolta il 1º febbraio 2025 presso gli studi televisivi di LTV. L'ordine d'esibizione è stato reso noto il 27 gennaio 2025.
Ad accedere alla finale sono stati i primi dieci classificati.
| #  | Artista              | Titolo                 |
| -- | -------------------- | ---------------------- |
| 1  | Marta                | Lovable                |
| 2  | Tepat                | Sadzejot               |
| 3  | Justs                | Fit Right              |
| 4  | KoBra                | Zelts                  |
| 5  | Adelina              | Electric Love          |
| 6  | Citi Zēni            | Ramtai                 |
| 7  | Emilija              | Heartbeat              |
| 8  | Bel Tempo & Legzdina | The Water              |
| 9  | Palú                 | Delusional             |
| 10 | The Ludvig           | Līgo                   |
| 11 | Luka                 | Stronger               |
| 12 | Chris Noah           | Romance Isn't Dead     |
| 13 | Toms Kalderauskis    | Domāju, tu nāc         |
| 14 | Grēta                | Monster                |
| 15 | Julianna             | Something in the Water |
| 16 | Tautumeitas          | Bur man laimi          |
| 17 | Rūta Dūduma          | Chemical               |
| 18 | Katrīna Gupalo       | Scarlett Challenger    |
| 19 | Sinerģija            | Bound by the Light     |
| 20 | Markus Riva          | Bigger than This       |

## Finale
La finale si è svolta l'8 febbraio 2025 presso i Riga Film Studio nella capitale lettone. L'ordine di uscita è stato reso noto il 5 febbraio 2025.
Durante la serata si è esibita come ospite Aminata, rappresentante della Lettonia all'Eurovision Song Contest 2015.
La somma dei punti del voto della giuria e del televoto ha portato un pareggio tra i Citi Zēni, le Tautumeitas ed Emilija; tuttavia, in accordo con il regolamento del concorso, le Tautumeitas sono state proclamate vincitrici avendo ottenuto il maggior numero di punti da parte del televoto.
| #  | Artista              | Titolo             | Punteggio | Punteggio | Punteggio | Punteggio | Posizione |
| #  | Artista              | Titolo             | Giuria    | Televoto  | Televoto  | Totale    | Posizione |
| -- | -------------------- | ------------------ | --------- | --------- | --------- | --------- | --------- |
| 1  | Chris Noah           | Romance Isn't Dead | 7         | 27 808    | 7         | 14        | 5         |
| 2  | Palú                 | Delusional         | 4         | 6 309     | 3         | 7         | 7         |
| 3  | Sinerģija            | Bound by the Light | 3         | 6 184     | 2         | 5         | 9         |
| 4  | Citi Zēni            | Ramtai             | 12        | 22 562    | 6         | 18        | 3         |
| 5  | Tepat                | Sadzejot           | 2         | 4 848     | 1         | 3         | 10        |
| 6  | The Ludvig           | Līgo               | 5         | 69 933    | 12        | 17        | 4         |
| 7  | Markus Riva          | Bigger than This   | 1         | 18 927    | 5         | 6         | 8         |
| 8  | Tautumeitas          | Bur man laimi      | 8         | 61 028    | 10        | 18        | 1         |
| 9  | Bel Tempo & Legzdina | The Water          | 6         | 15 047    | 4         | 10        | 6         |
| 10 | Emilija              | Heartbeat          | 10        | 56 577    | 8         | 18        | 2         |